# Gongrocnemis atrifrons
Gongrocnemis atrifrons är en insektsart som först beskrevs av Giglio-tos 1900.  Gongrocnemis atrifrons ingår i släktet Gongrocnemis och familjen vårtbitare. Inga underarter finns listade i Catalogue of Life.